# Artia
Artia é um género botânico pertencente à família Apocynaceae.